# Megachile paupera
Megachile paupera är en biart som beskrevs av Pasteels 1965. Megachile paupera ingår i släktet tapetserarbin, och familjen buksamlarbin. Inga underarter finns listade i Catalogue of Life.